# Chodes
Chodes è un comune spagnolo di 146 abitanti situato nella comunità autonoma dell'Aragona.